# 狮威

獅威的商標 (僅巴西)

狮威（Skol），是啤酒商英博集團旗下的一款品牌，得名于瑞典语干杯时所说的词语“skål”，意思指「為你的健康著想」。最早在1959年是为欧洲的顾客酿制。今日該品牌在巴西佔有大份市場。它是比爾森啤酒的一種，酒色通透而味道較清淡的生啤酒。

## 历史
1964年8月25日，狮威品牌诞生于欧洲。1967年，它在巴西發售。
1979年，它成為首款利用鋁罐盛載出售的啤酒。1993年它推出了500毫升罐裝。
直至2004年，它在全球20個國家均有出售啤酒。
直至2007年，它在亞洲成立了亞洲第一家娛樂公司，獅威亞洲俱樂部。